# Heilig Hartklooster (Steyl)
Het Heilig Hartklooster (Duits: Herz Jesu-Kloster), ook Klooster van de Missiezusters van Steyl of Klooster van de Dienaressen van de Heilige Geest, is een klooster van merendeels Duitstalige missiezusters in het kloosterdorp Steyl in de Nederlandse gemeente Venlo. Het in 1904 gebouwde klooster is het moederhuis van de in 1889 ter plaatse gestichte congregatie Dienaressen van de Heilige Geest (Latijn: Servae Spiritus Sancti, afgekort: SSpS), meestal aangeduid als "missiezusters van Steyl". Het complex bestaat uit het eigenlijke klooster, de kloosterkapellen en een aantal bijgebouwen. Daaromheen ligt een uitgestrekt park van ongeveer tien hectare. In totaal genieten tien onderdelen van het binnen het beschermde dorpsgezicht van Steyl gelegen kloostercomplex bescherming als rijksmonument.

## Geschiedenis
In 1875 werd in Steyl het Missiehuis St. Michaël gesticht door de uit het Duitse Goch afkomstige priester Arnold Janssen. Deze wilde in eerste instantie in eigen land een op de missie gerichte congregatie oprichten, maar omdat de Katholieke Kerk destijds door Bismarck werd tegengewerkt (de Kulturkampf), week hij uit naar het naburige Nederlands-Limburg. In 1885 werd hier de Gemeenschap van het Goddelijk Woord (Societas Verbi Divini, SVD) officieel opgericht.

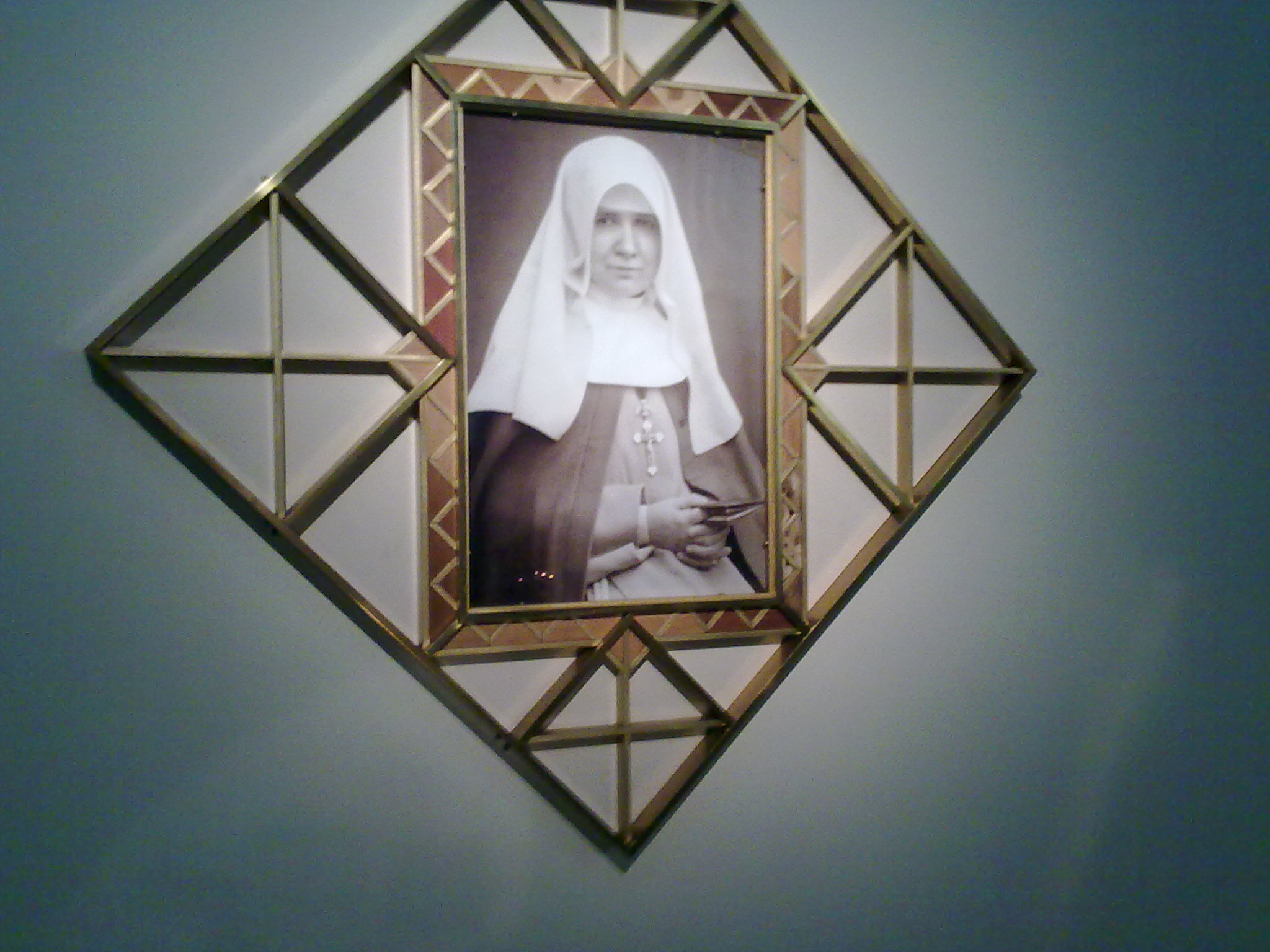
Maria Helena Stollenwerk

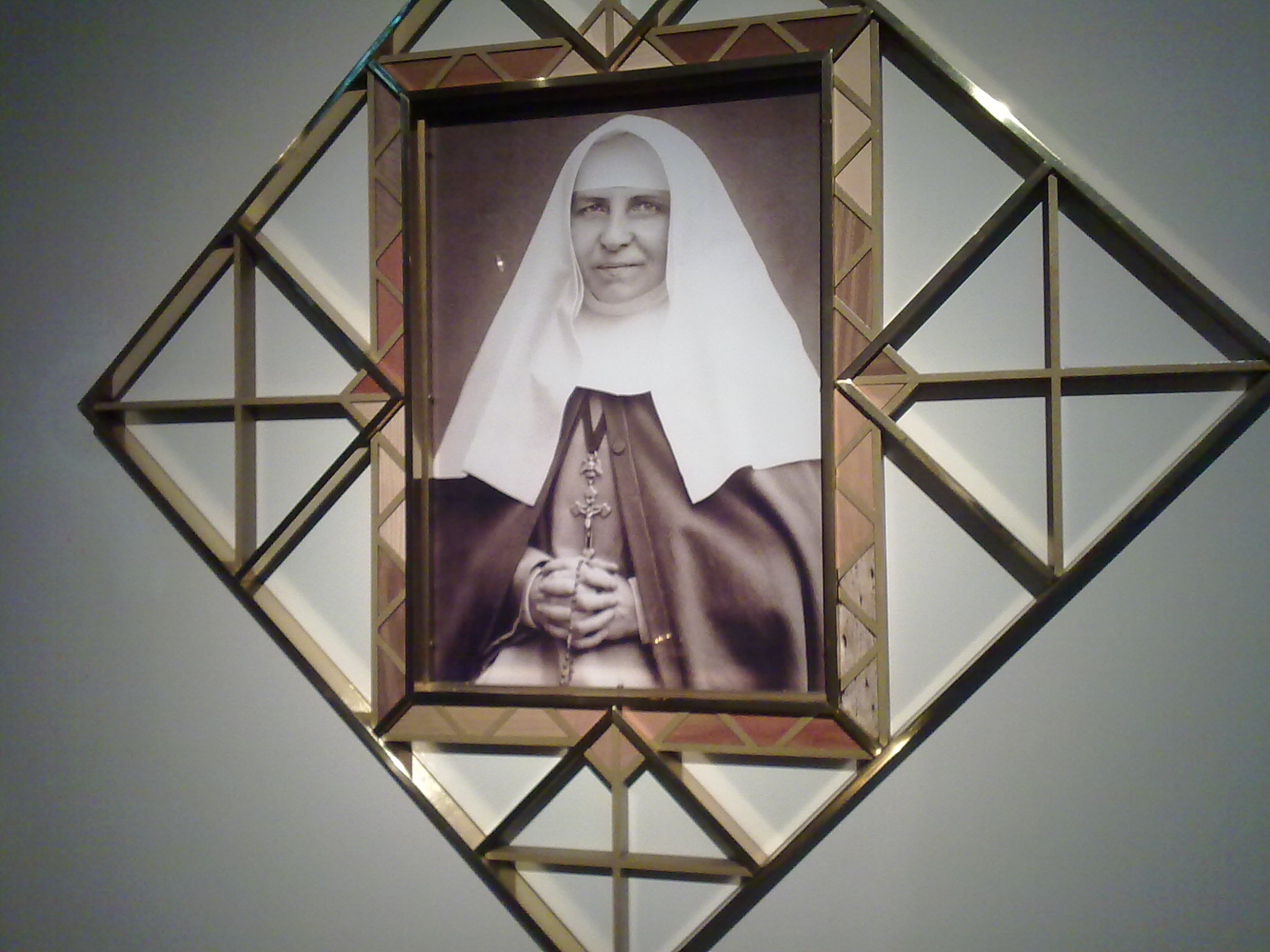
Hendrina Stenmanns

Omdat deze gemeenschap uitsluitend mannelijke missionarissen accepteerde, ontstond de behoefte aan een congregatie voor vrouwelijke missionarissen. In 1889 stichtte Arnold Janssen, samen met Maria Helena Stollenwerk en Hendrina Stenmanns, een congregatie van missiezusters, de Dienaressen van de Heilige Geest ("blauwe zusters"). In 1895 vertrokken de eerste zusters naar de missie om zich in te zetten voor onderwijs, catechese, ondersteuning van het pastoraat en sociaal werk. De eerste moeder-overste van het klooster was Helena Stollenwerk ("Mutter Maria Virgo"), maar deze trok zich in 1898 terug om een meer beschouwend leven te leiden als slotzuster bij de twee jaar eerder opgerichte Dienaressen van de Heilige Geest van de Altijddurende Aanbidding ("roze zusters"), de derde congregatie van de Steyler kloosterfamilie. Hendrina Stenmanns ("Mutter Josepha") volgde haar op als moeder-overste. Arnold Janssen werd in 2003 heilig verklaard. Beide mede-kloosterstichteressen werden zalig verklaard: Helena Stollenwerk in 1995 en Hendrina Stenmanns in 2008.
De eerste huisvesting van de missiezusters was een voormalig klooster van Franse kapucijnen. Na enkele jaren verhuisden de zusters naar het Notre-Dameklooster, op de hoek van de Sint Michaëlstraat en de Veerweg, naast het huidige Missiemuseum Steyl. Hier hadden zich in 1876 augustinessen uit Essen gevestigd, maar dezen waren teruggekeerd naar Duitsland. Het klooster bestond uit het voormalige wijnkopershuis van Mathias Moubis uit 1810 en een kloostervleugel, die de augustinessen daaraan hadden toegevoegd. De missiezusters noemden het Sint-Gregorklooster en breidden het verder uit. In 1895 werd er een dubbelkapel aan vastgebouwd, de nog bestaande Sint-Gregorkapel. De benedenkapel was in tweeën gedeeld; het westelijk deel was de kapel van de blauwe zusters, het oostelijk deel van de roze zusters. In 1903 overleed kloosterstichteres en moeder-overste Hendrina Stenmanns; haar sterfkamer in de kloostervleugel van Oud Sint-Gregor is te bezichtigen.
In 1904 betrokken beide zustercongregaties een nieuw-gebouwd klooster, het Heilig Hartklooster. Het Sint-Gregorklooster werd hierna door de missiepaters overgenomen (later bejaardenverzorgingscentrum Nieuw Sint-Gregor). Het Heilig Hartklooster werd van 1902 tot 1904 gebouwd op een stuifzandberg, waar voorheen een steenfabriek had gestaan. De indeling van het gebouw weerspiegelde aanvankelijk het gebruik door twee min of meer gescheiden gemeenschappen. Na 1912 werd het klooster sterk uitgebreid. Het klooster bezat in de omgeving landbouwgrond en tuinderijen (o.a. in Belfeld), waardoor het in zijn eigen voedsel en dat van de andere Steyler kloosters kon voorzien. In 1914 werd het Heilige Geestklooster opgeleverd, exclusief voor de slotzusters, waarna het Heilig Hartklooster nog uitsluitend door de missiezusters werd bewoond. De congregatie van de Missiezusters van Steyl telt wereldwijd ongeveer 3500 leden. Het Heilig Hartklooster fungeert binnen deze gemeenschap als moederhuis en retraiteklooster.

## Architectuur
Het Heilig Hartklooster is een in fasen gebouwd kloostercomplex van bruinrode baksteen met helrode accenten. Het oorspronkelijke ontwerp is van de Duitse pater-architect Johann Baptist Beckert, hoewel ook Arnold Janssen zijn stempel drukte op het gebouw.

### Kloosterkapellen
Centraal in de ingangspartij aan de Zustersstraat bevindt zich een cluster kapellen: in het midden de eigenlijke kloosterkapel, links de novicenkapel en rechts de voormalige lekenkapel. De twee laatstgenoemde kapellen staan onder een schuine hoek op de centrale kapel. De vormgeving is typisch neogotisch met spitsboogvensters, steunberen, friesen onder de dakranden en dakkapellen met spitse, achtkantige tentdaken. De centrale kapel heeft een samengesteld dak en drie puntgevels, die bekroond worden met kruisbloemornamenten. In de drie versierde nissen staan beelden van aartsengelen opgesteld.
De centrale kapel heeft een brede middenbeuk en twee smalle zijbeuken. De kapel is in neogotische stijl gedecoreerd met kruisribgewelven, pilasters met acanthusbladkapitelen, hoge glas-in-loodramen en een neogotisch hoofdaltaar. Hier staat het grafmonument van de zalig verklaarde kloosterstichteressen Maria Helena Stollenwerk en Hendrina Stenmanns. De twee andere kapellen zijn gemoderniseerd.

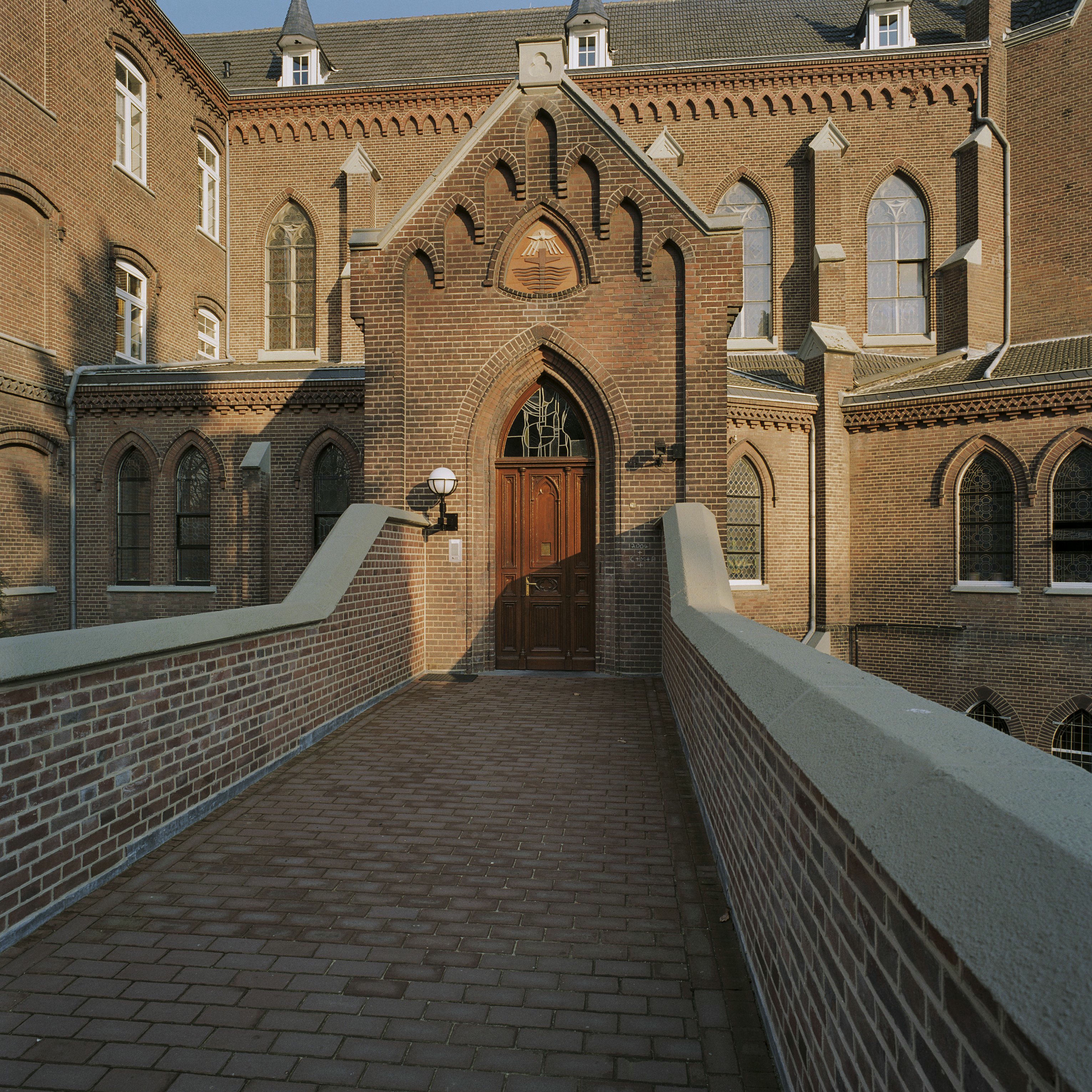
Entree bij novicenkapel
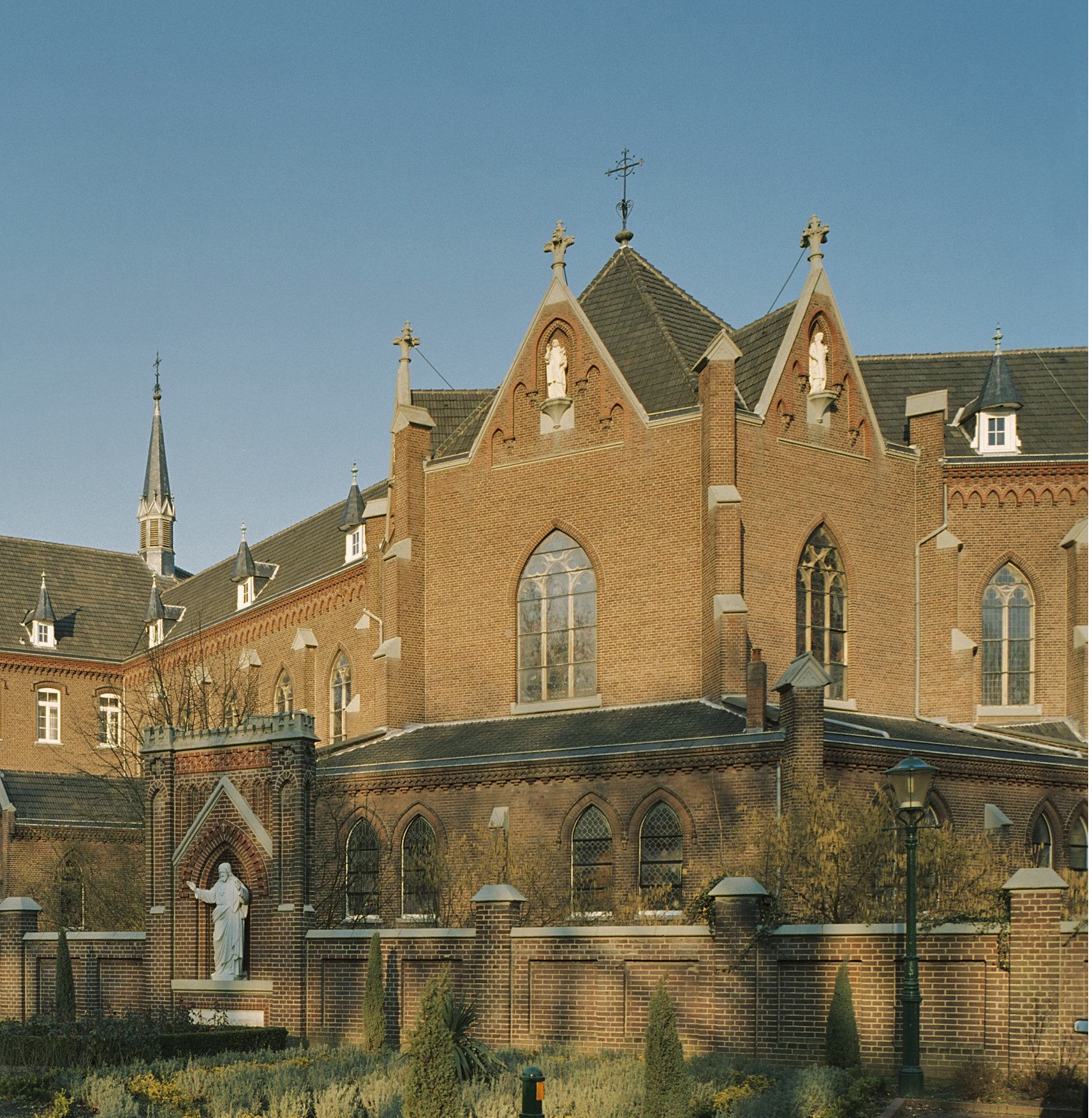
Heilig Hartbeeld en kapellen
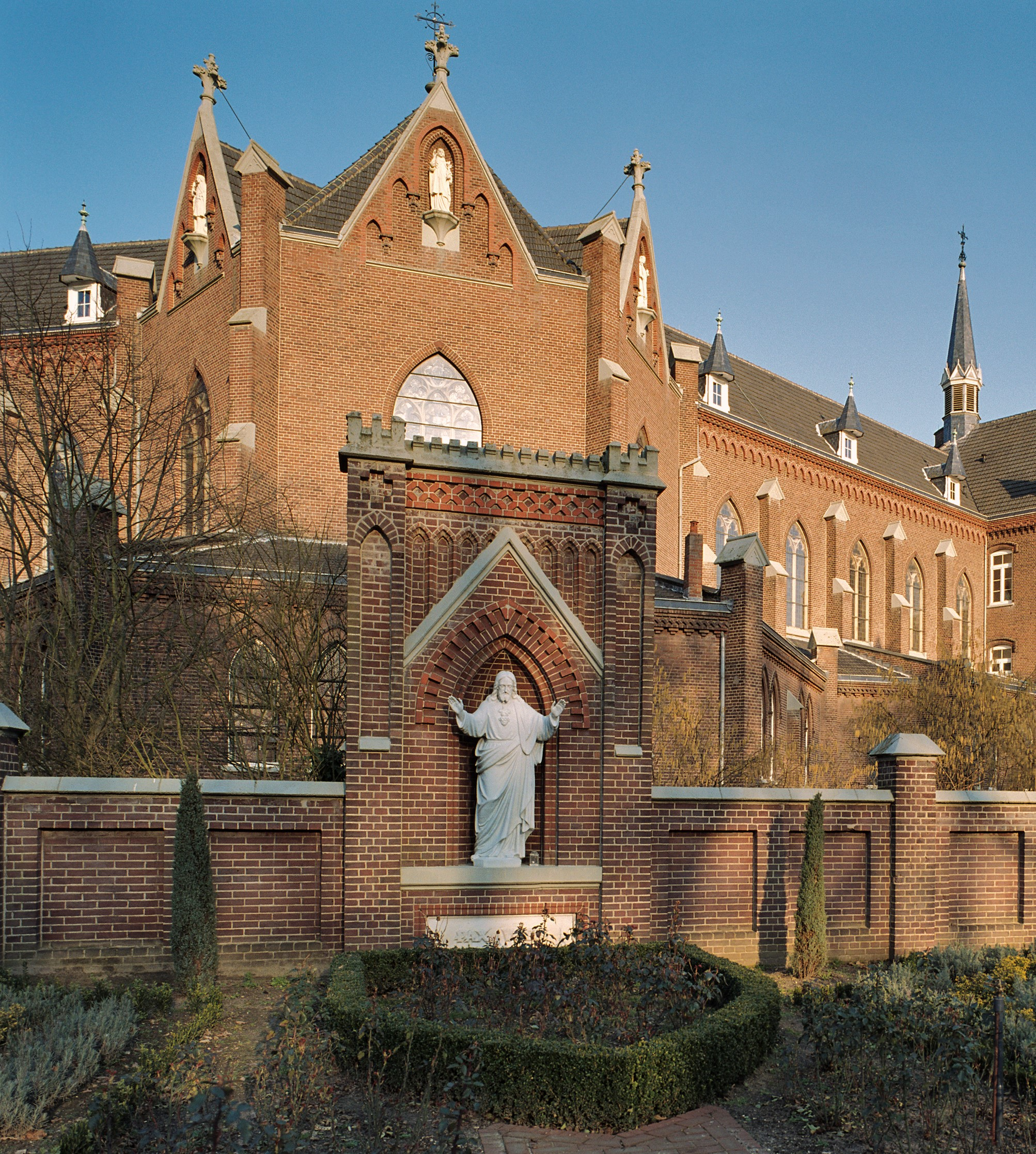
Idem en lekenkapel
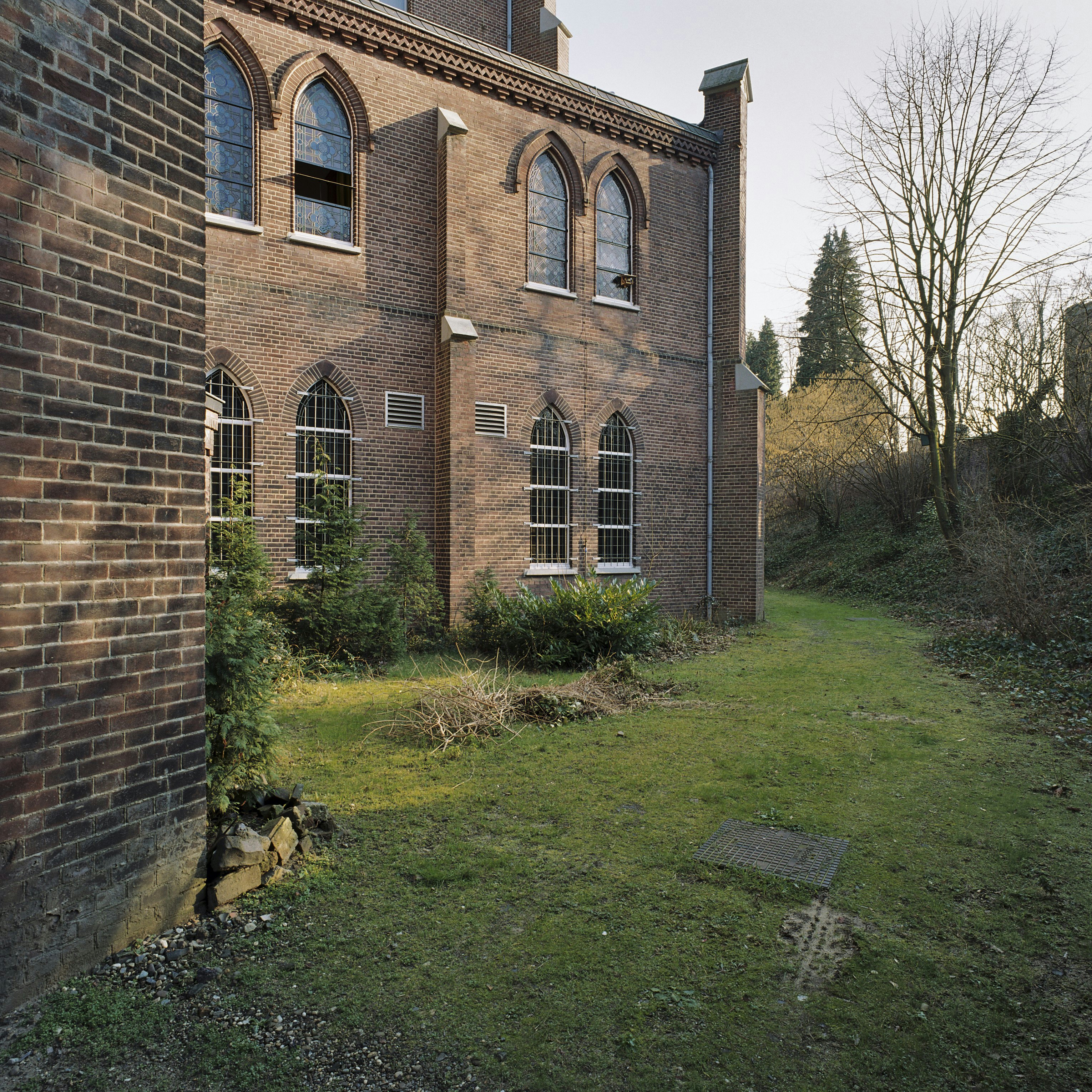
Omgang bij kapel

### Kloostervleugels
Het eigenlijke kloostergebouw bestaat uit verschillende vleugels van merendeels vier bouwlagen. De meest recent aangebouwde delen bestaan uit één of twee bouwlagen. De plattegrond van de drie oorspronkelijke vleugels heeft de vorm van een duif, een verwijzing naar de Heilige Geest. De oudste vleugels sluiten direct aan op de hierboven beschreven kloosterkapellen; de overgang wordt gemarkeerd door hoge, spitse dakruiters. De rechtervleugel was van 1904 tot 1914 het domein van de slotzusters.
In het interieur is de hoofdstructuur en decoratie van gangen, trappenhuizen en vertrekken intact gebleven. Er is een refter, een aula, een gastenzaal en een bibliotheek. Bijzonder is het kleinschalige kloostermuseum met in het voorportaal een gietijzeren trap. Hier bevinden zich verzamelingen uit alle werelddelen, uitgestald in de originele vitrinekasten.

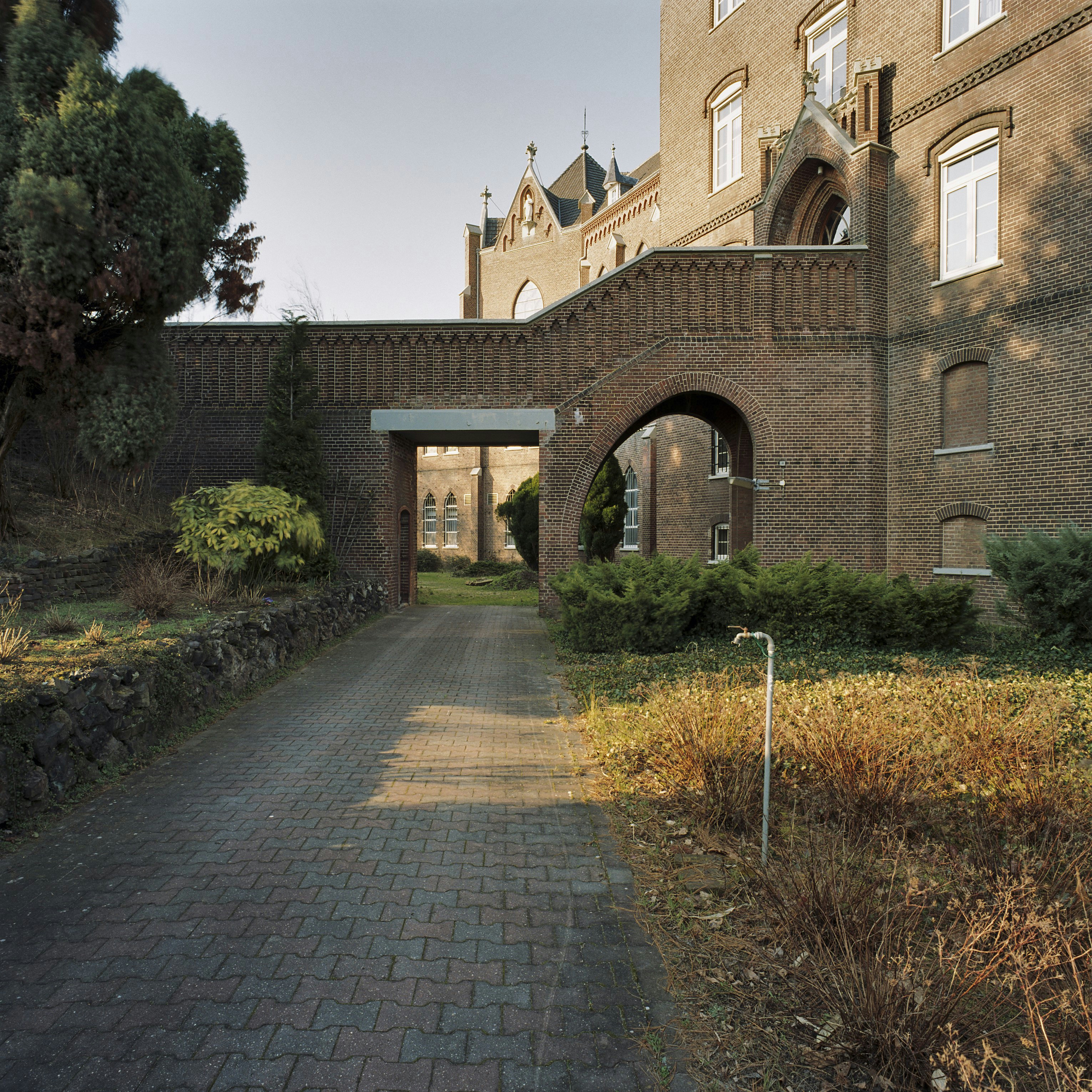
Brug bij entree
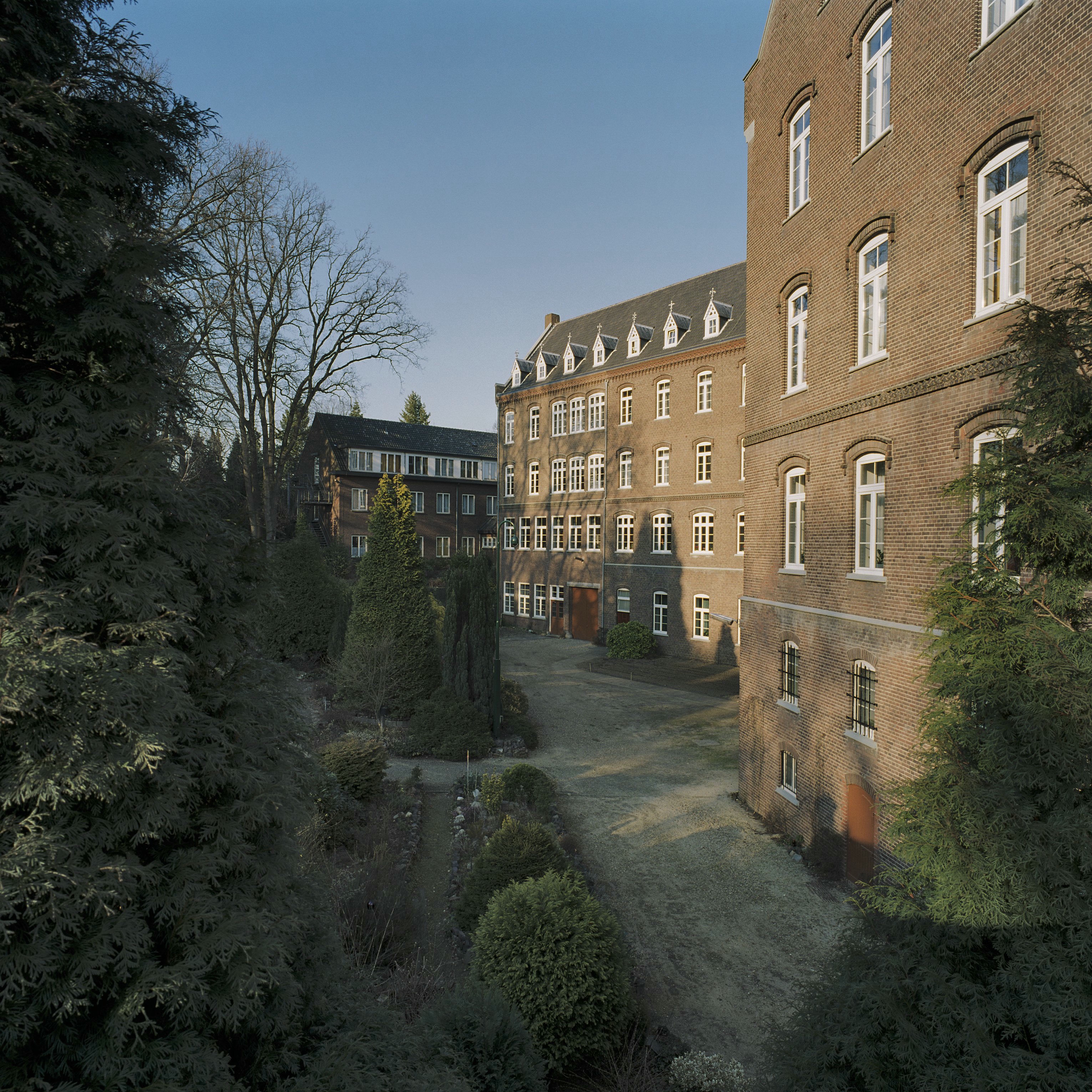
Linkervleugel
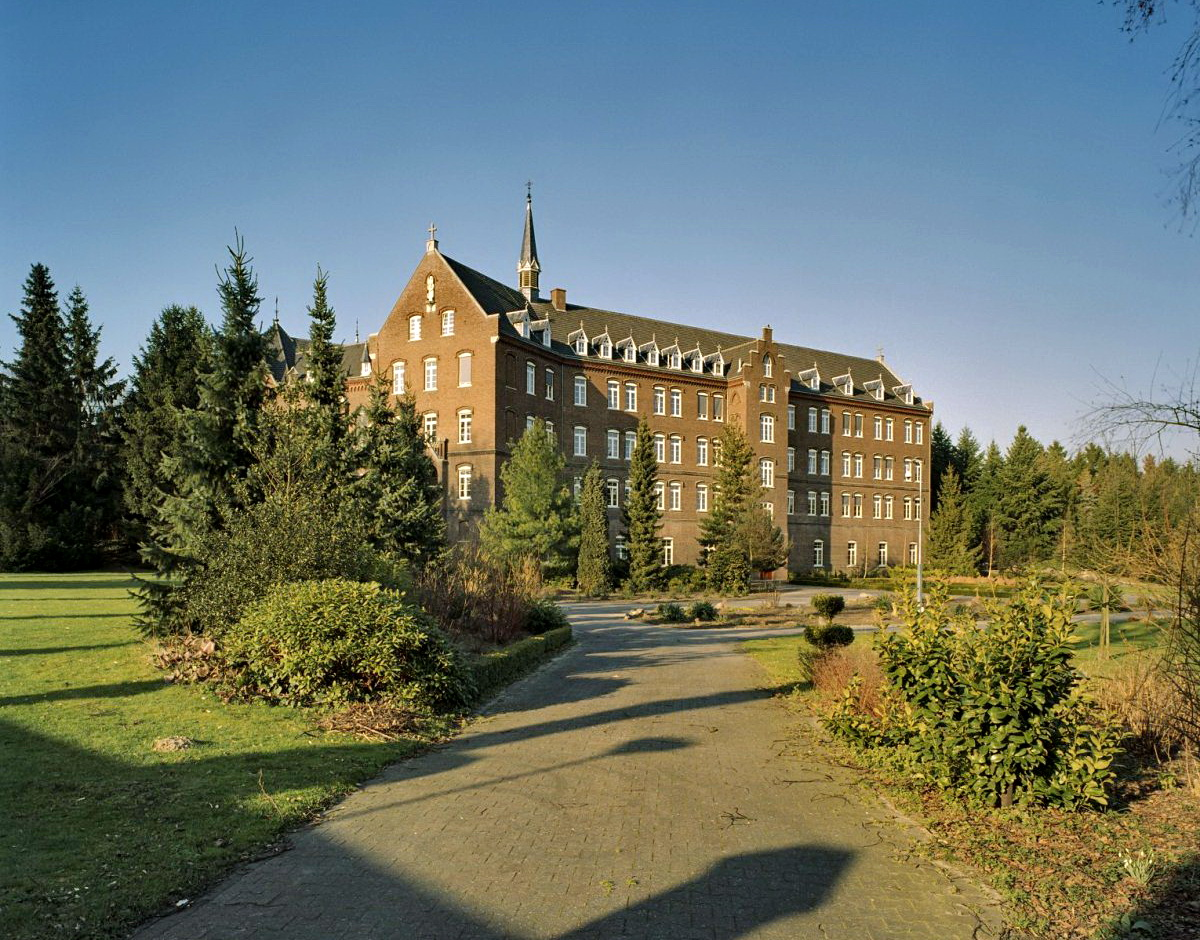
Rechtervleugel
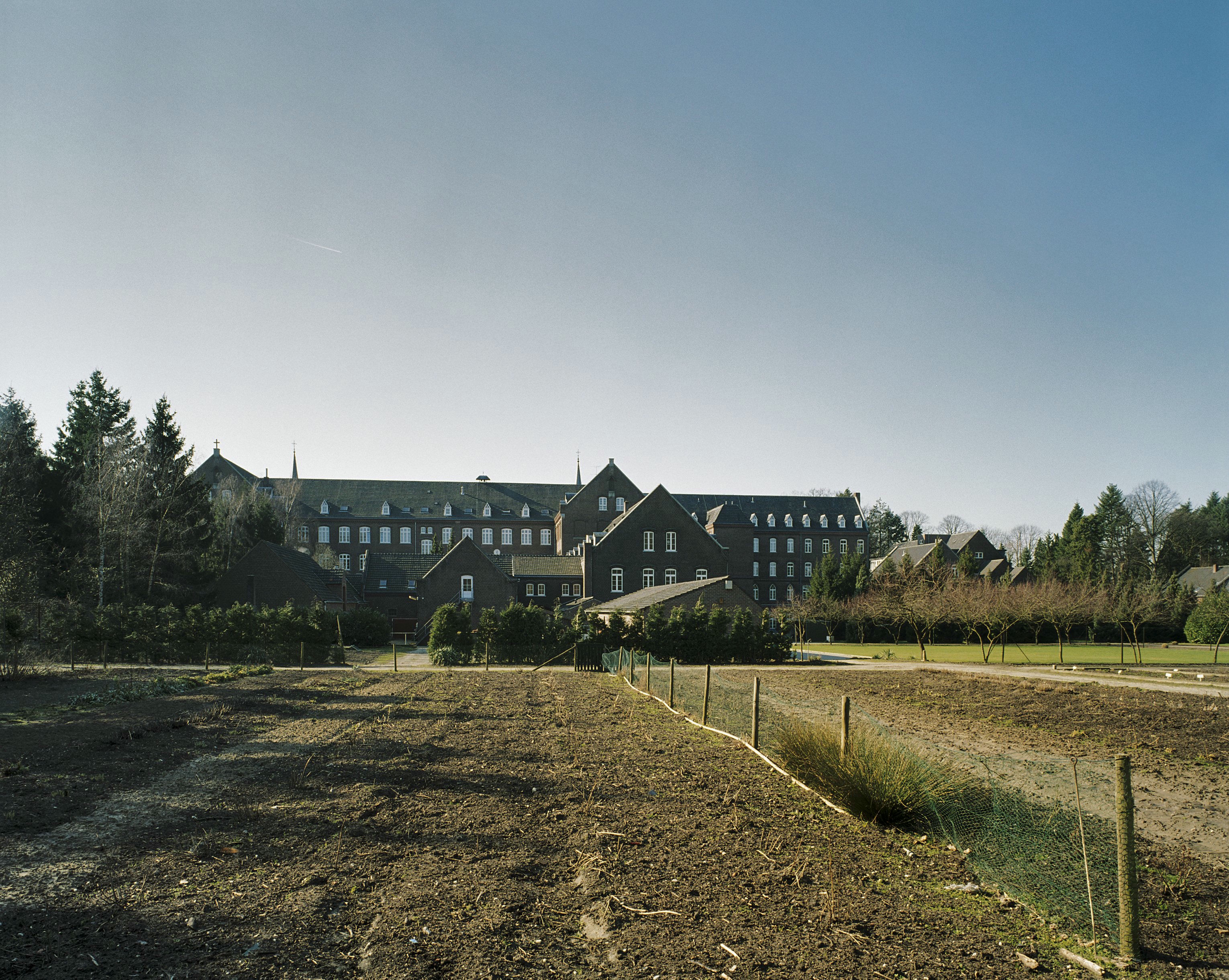
Aanblik vanaf het noorden

### Bijgebouwen
Het Gezellenhuis is een separaat van het klooster gelegen woning van twee verdiepingen, waarin vroeger werklieden ("gezellen") een onderkomen vonden, fysiek gescheiden van de kloosterzusters. De voormalige timmerwerkplaats is hieraan vast gebouwd. Het ensemble typeert de zelfvoorzienendheid van het klooster. Vlakbij staat een wit geschilderd houten tuinhuis.

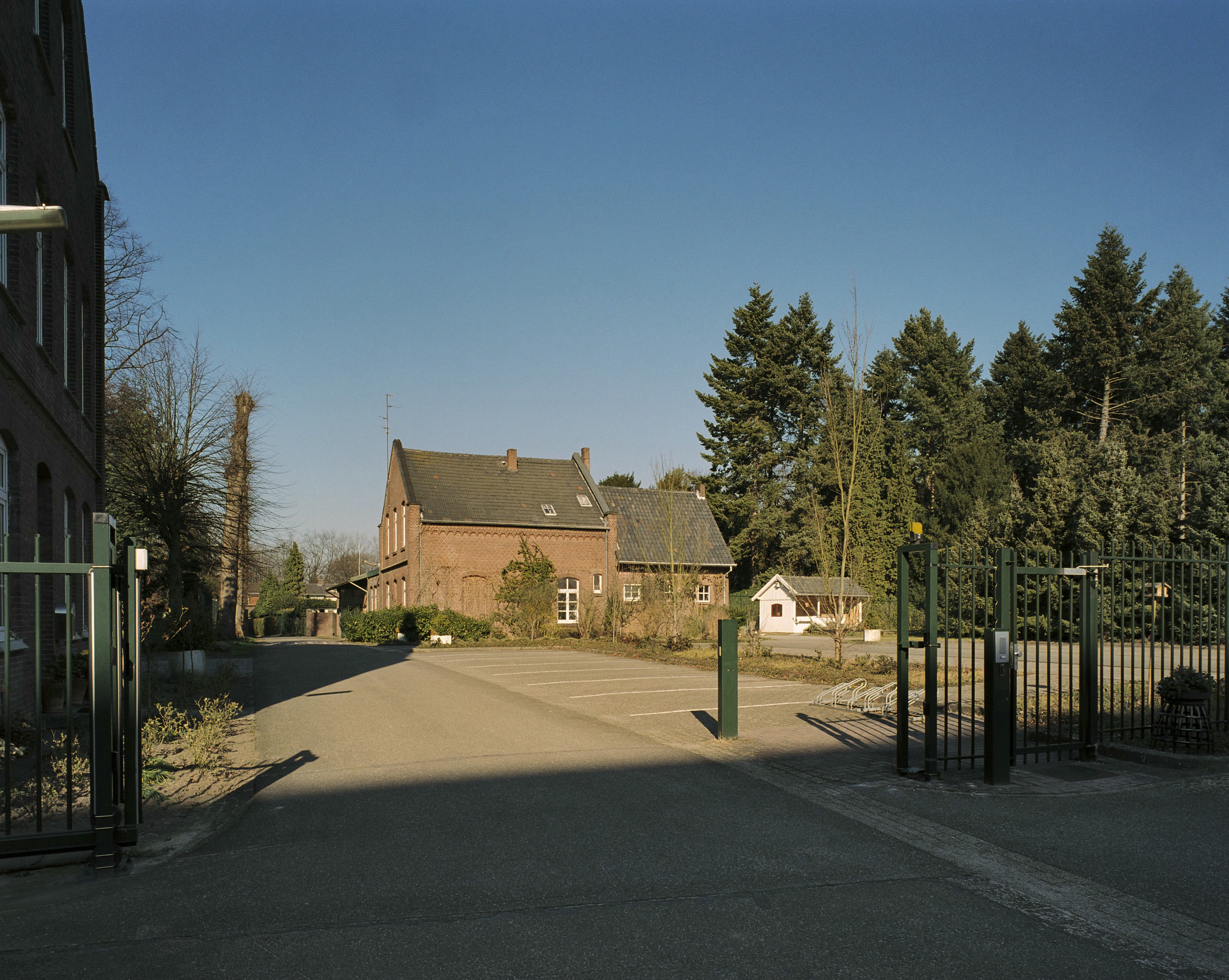
Overzicht bijgebouwen
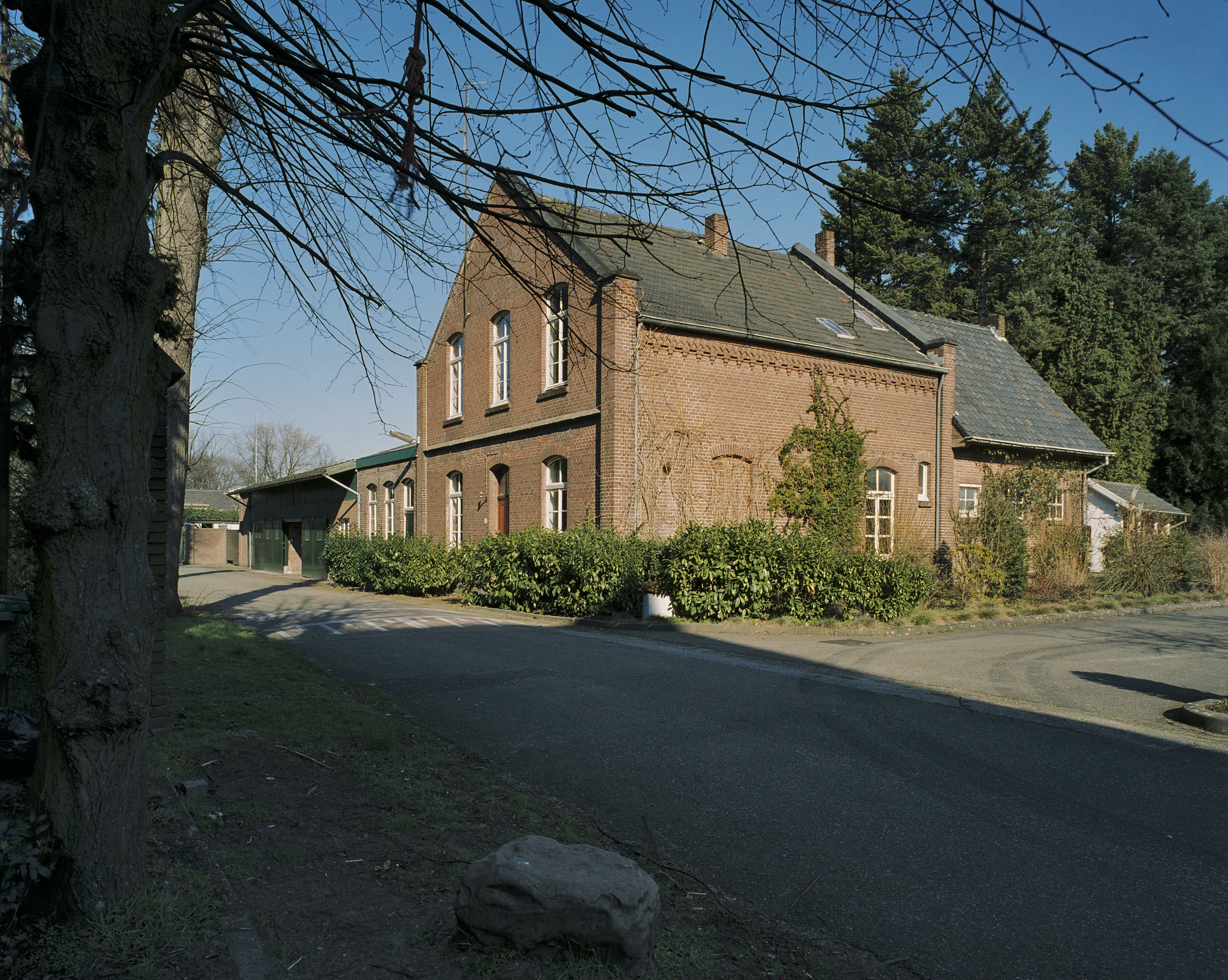
Gezellenhuis
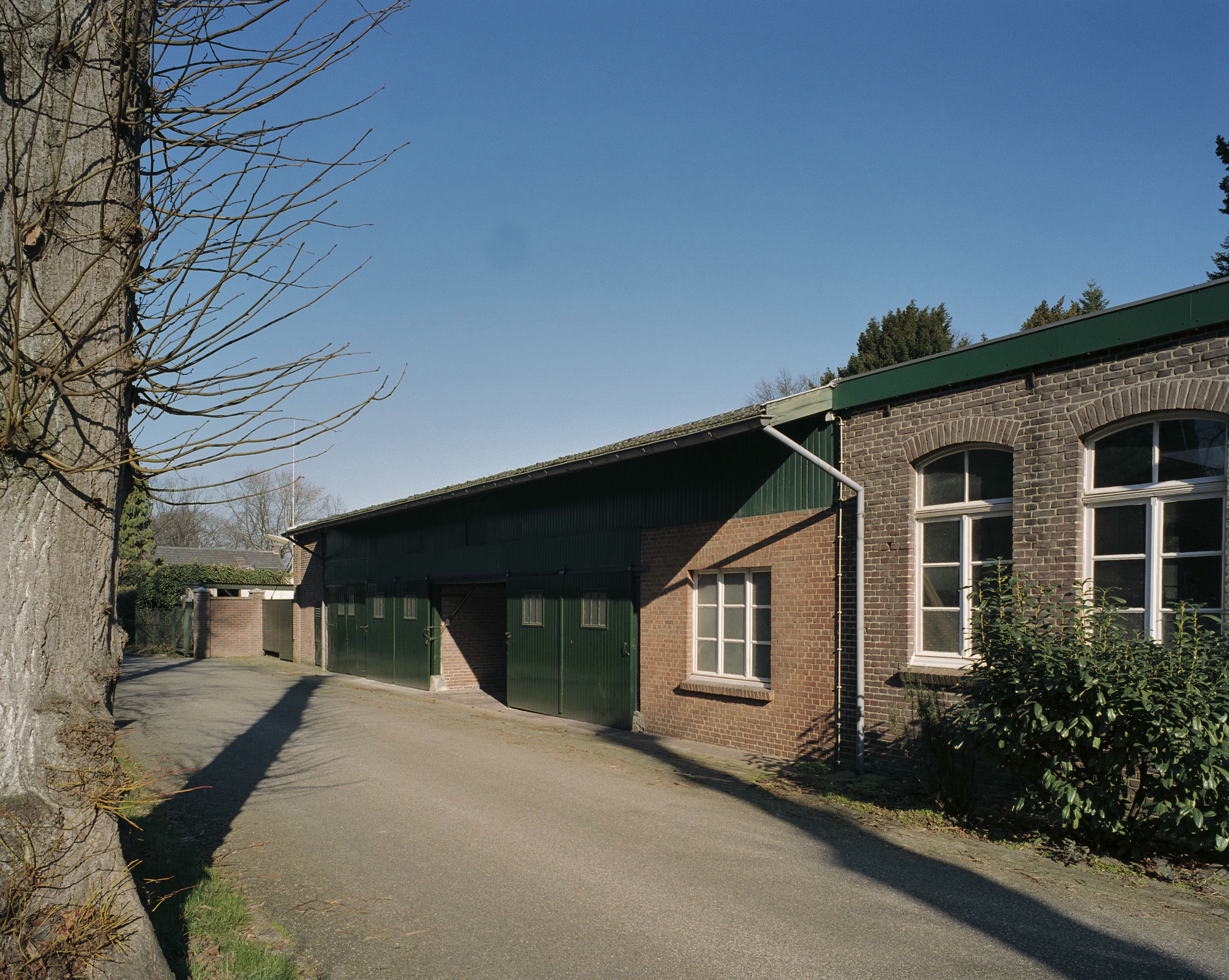
Timmerwerkplaats
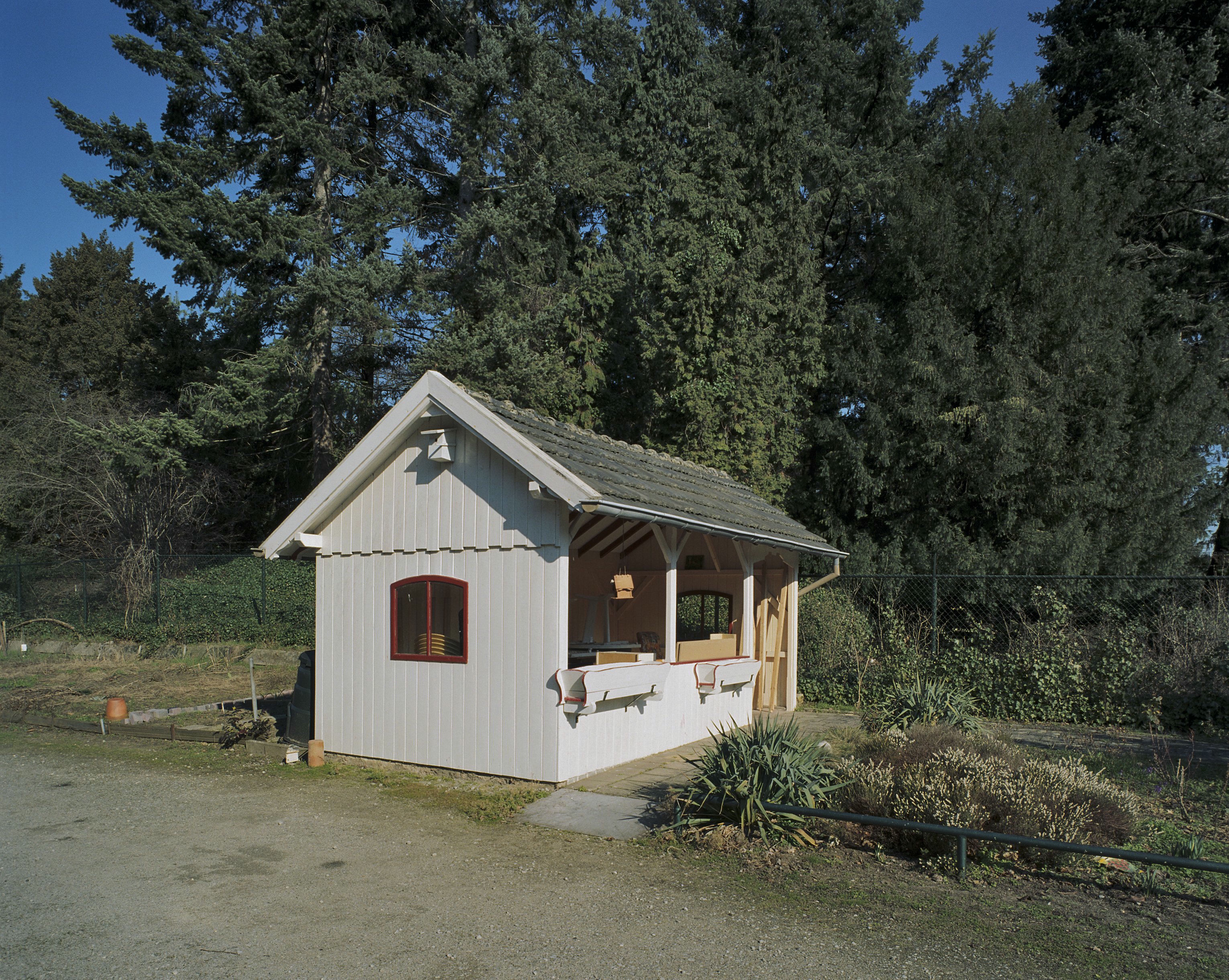
Tuinhuis

## Kloostertuin
De kloostertuin van het Heilig Hartklooster wordt begrensd door de Zustersstraat in het zuiden en verder door de achtergrens van de bebouwde percelen aan de Kloosterstraat, Erkenkamp en Steylerstraat. Het park is ingericht op een van nature geaccidenteerd dekzandterrein met restanten van een eikenbos, dat waarschijnlijk al vanaf de middeleeuwen dienstdeed als hakhoutbos. Het complex is deels omgeven door een hoge kloostermuur.

### Tuinaanleg
De hoofdvorm van het park bestaat uit vierkanten en rechthoeken. De paden daartussen zijn onverhard en deels afgezet met misbaksels uit de nabije steenfabrieken. In de bosachtige delen van het park slingeren de paden. De meest voorkomende boomsoorten zijn eik, linde, acacia en esdoorn. De inrichting van de tuin wordt gekenmerkt door kleinschalige agrarische activiteit, met boomgaarden, moestuinen en enkele kassen. Langs de randen is een hoger gelegen wandelpad aangelegd, zodat men een wandeling rondom de economietuinen kan maken. Bij deze verhoogde ommegang liggen siertuinen, een rotstuin, een sportveld en een ommuurde begraafplaats met een kerkhofkapel. Ten noorden van het sportveld is rond 1960 het bejaardentehuis de Erkenkamp voor de zusters gebouwd. Een deel van de tuin is omstreeks 1993 bestraat en fungeert als parkeerterrein. Aan de zuidzijde, bij de representatieve hoofdingang aan de Zustersstraat, gaat de kloostermuur over in een fraaie afwisseling van lage muurtjes, hekwerken, hagen en verdiept aangelegde perken met daaroverheen twee bakstenen bruggen.

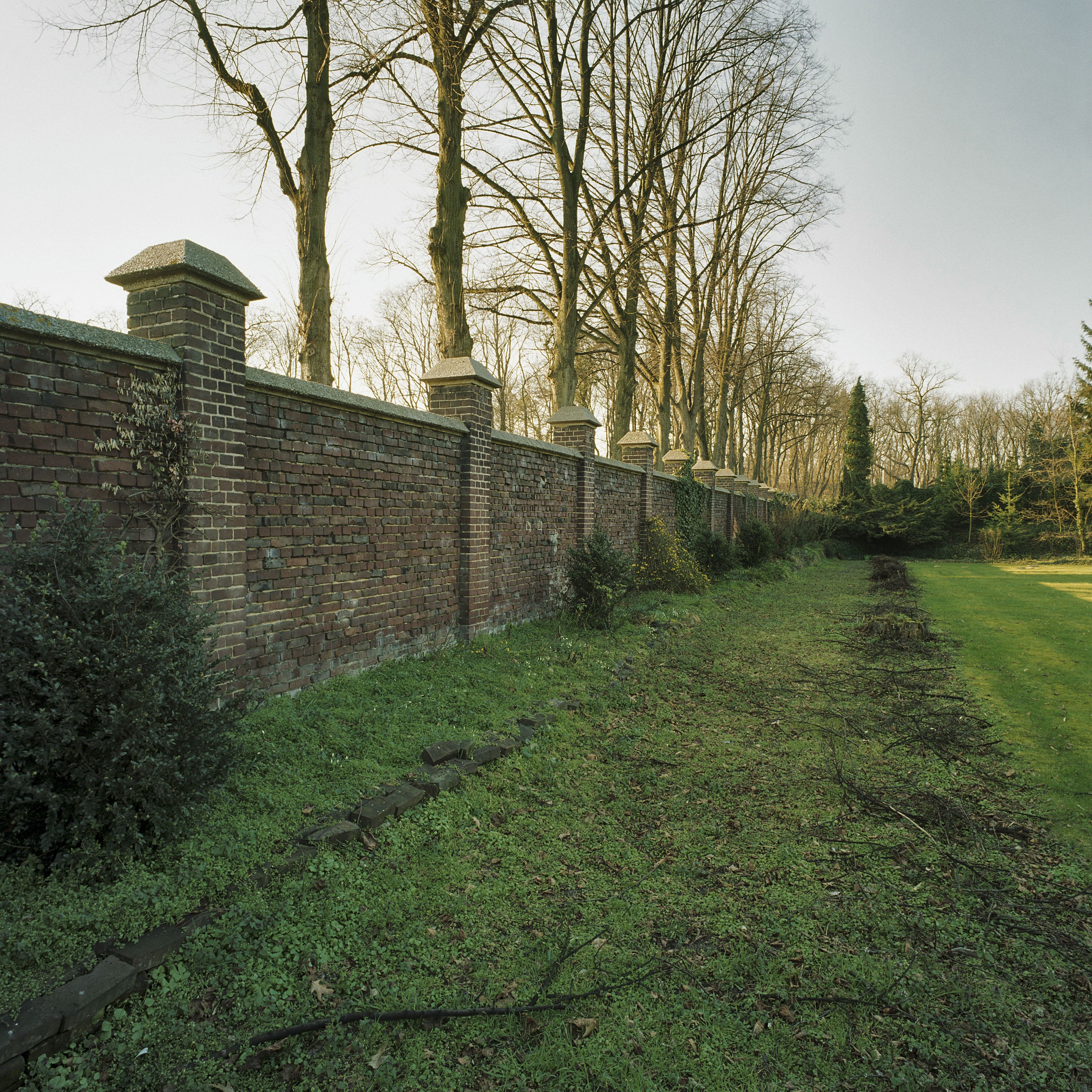
Kloostermuur
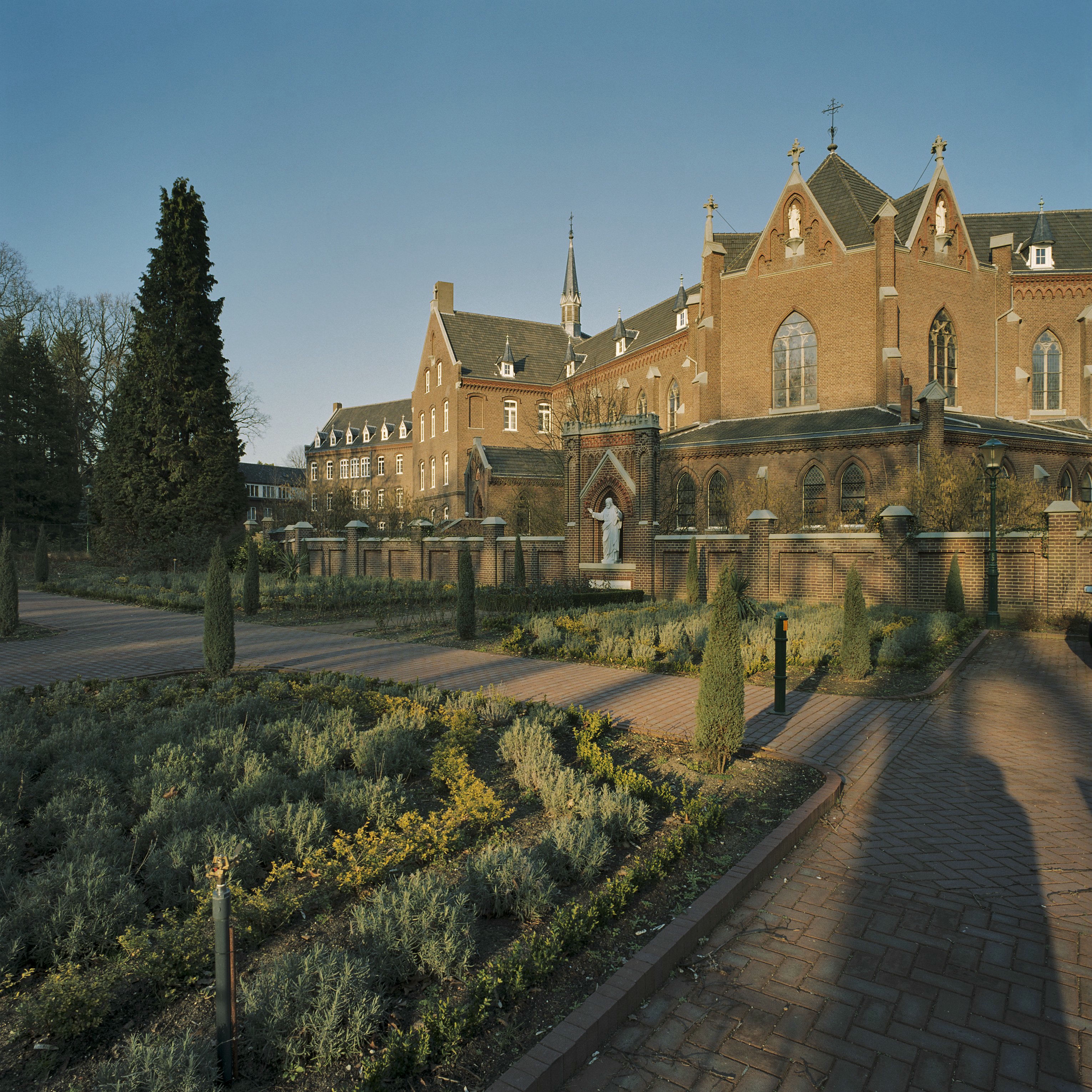
Tuinaanleg bij entree
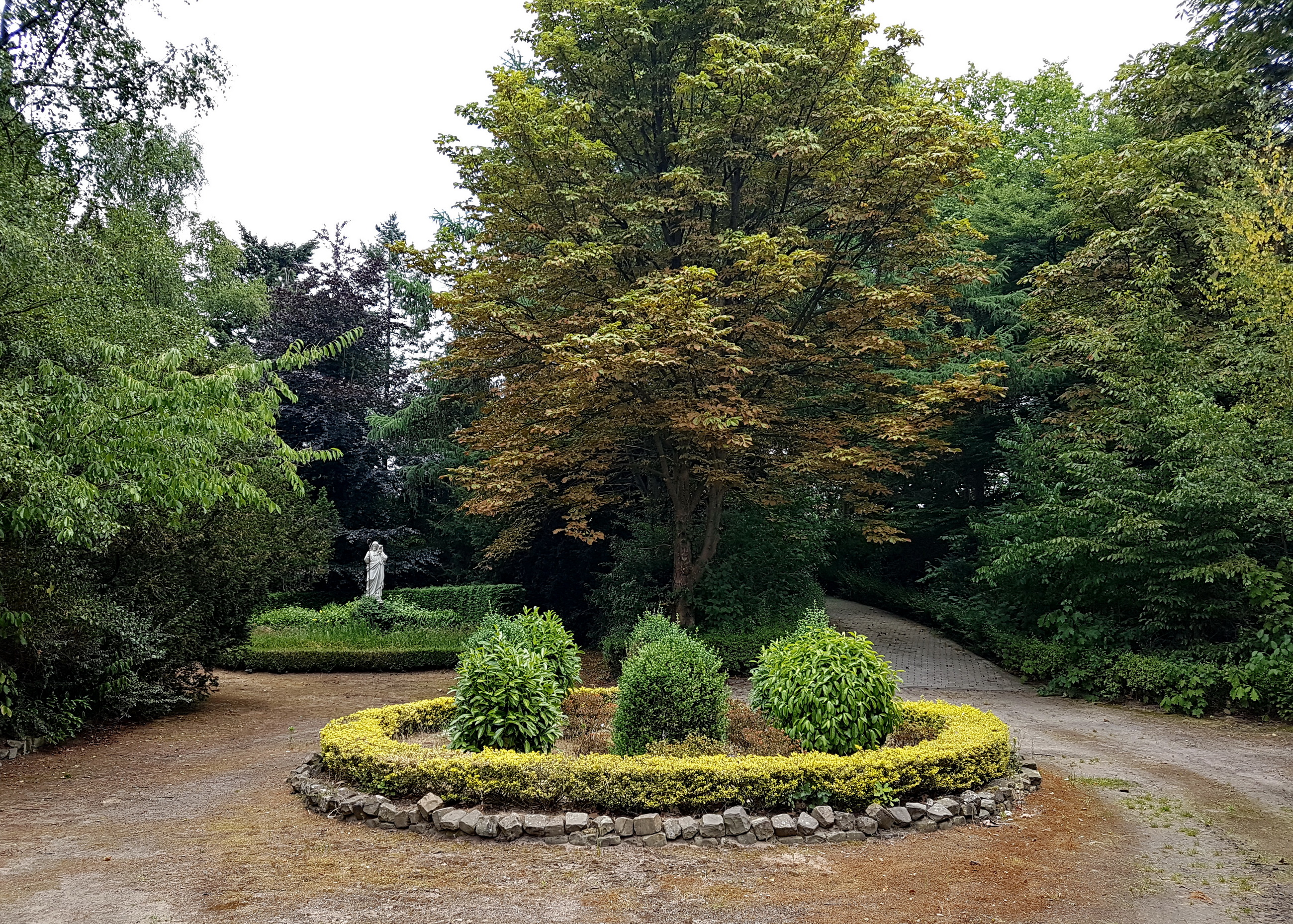
Achtertuin met Goede Herder
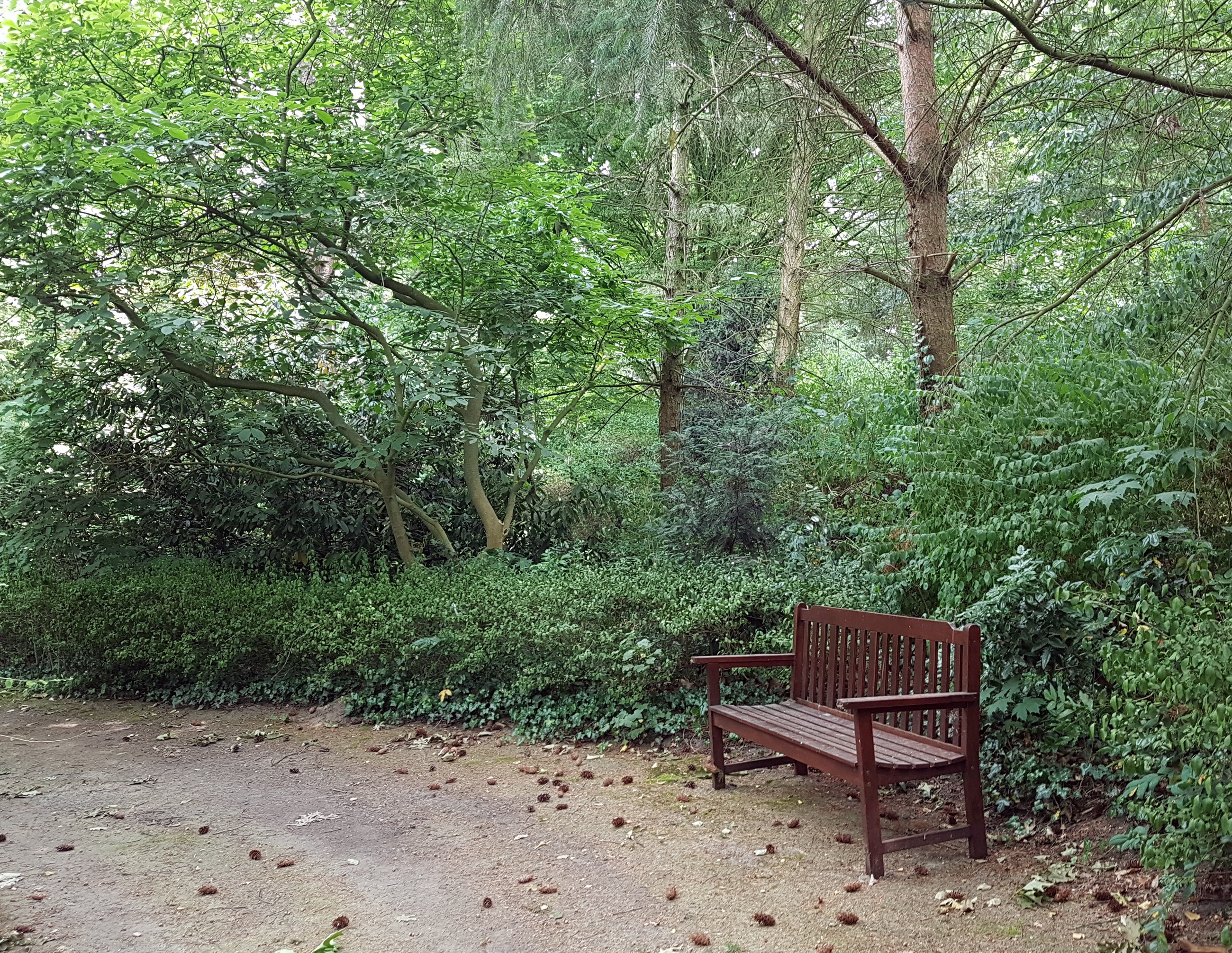
Bosachtig parkdeel

### Devotionalia
In het park bevinden zich diverse heiligenbeelden en andere devotionalia, die getuigen van het Rijke Roomse Leven. Voorbeelden zijn een Lourdesgrot met beelden van Maria en Bernadette Soubirous, een kruisweg uit circa 1950 met 14 vrijstaande staties van beton, beelden van Maria, Theresia van Lisieux en een borstbeeld van Arnold Janssen. In een nis van de tuinmuur staat een Heilig Hartbeeld. Elders in de tuin staat op een hoge sokkel een Heilig Hartbeeld van Christus als Goede Herder op een gemetselde halfrond lopende muur die deels is begroeid.

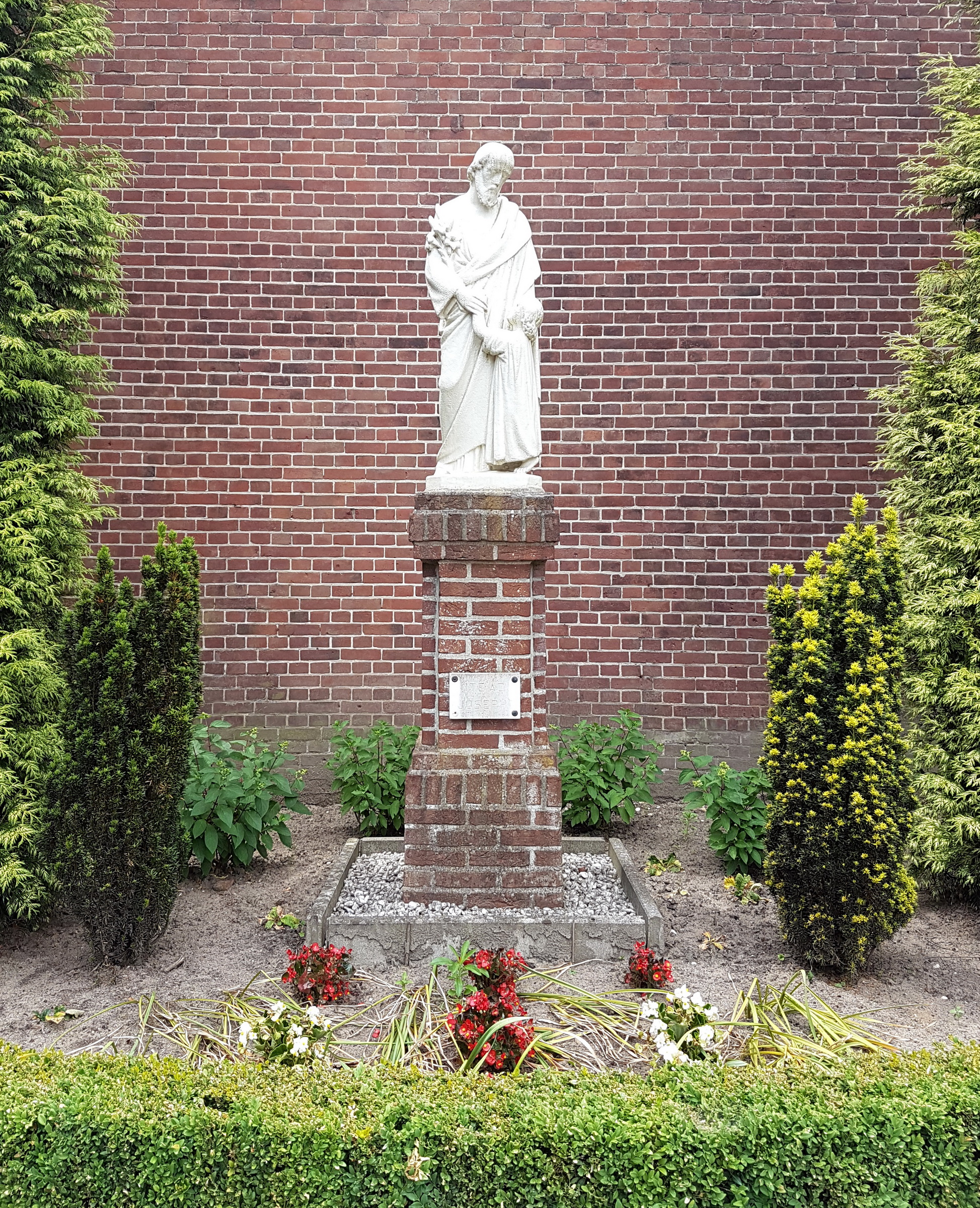
Beeld Sint-Jozef
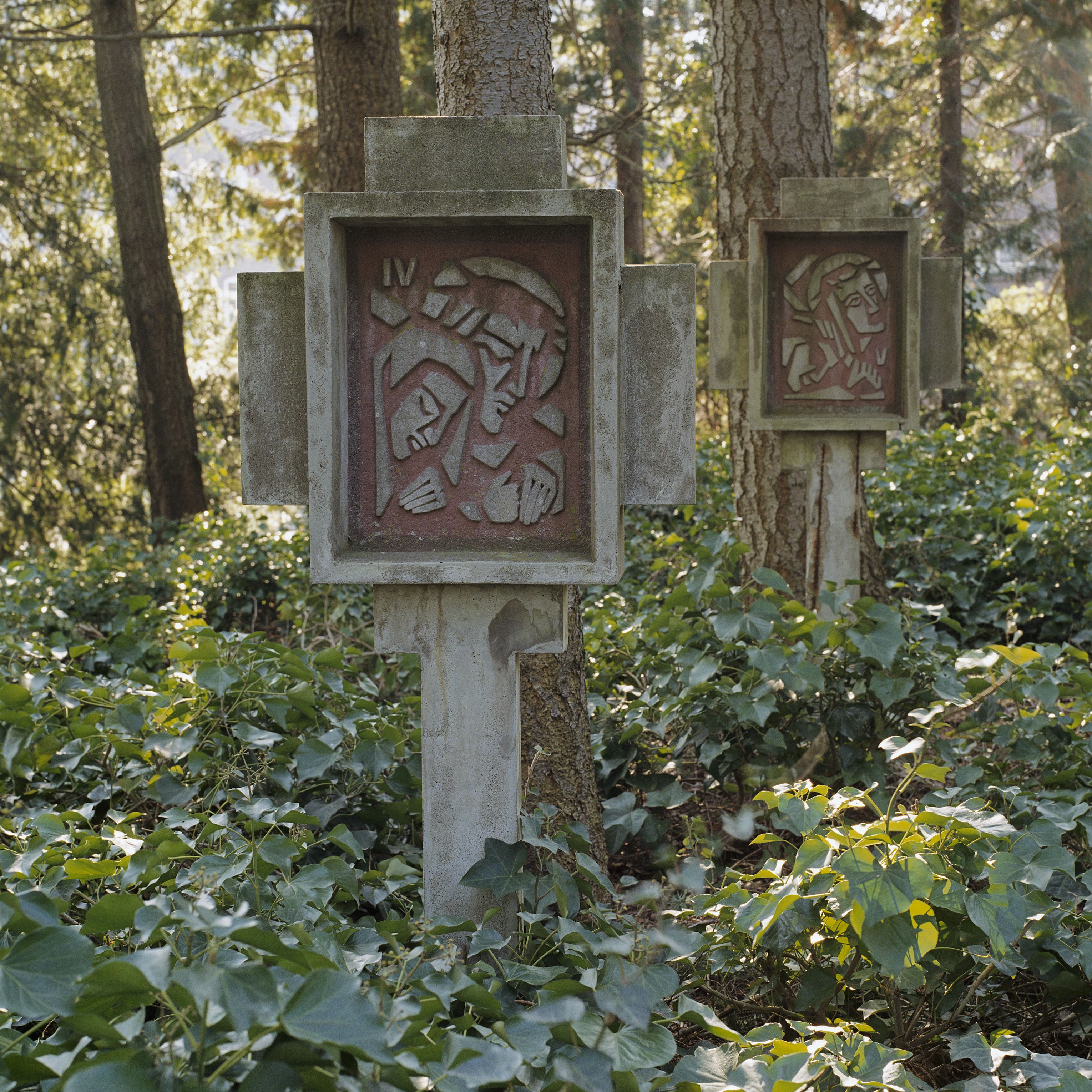
Kruiswegstaties
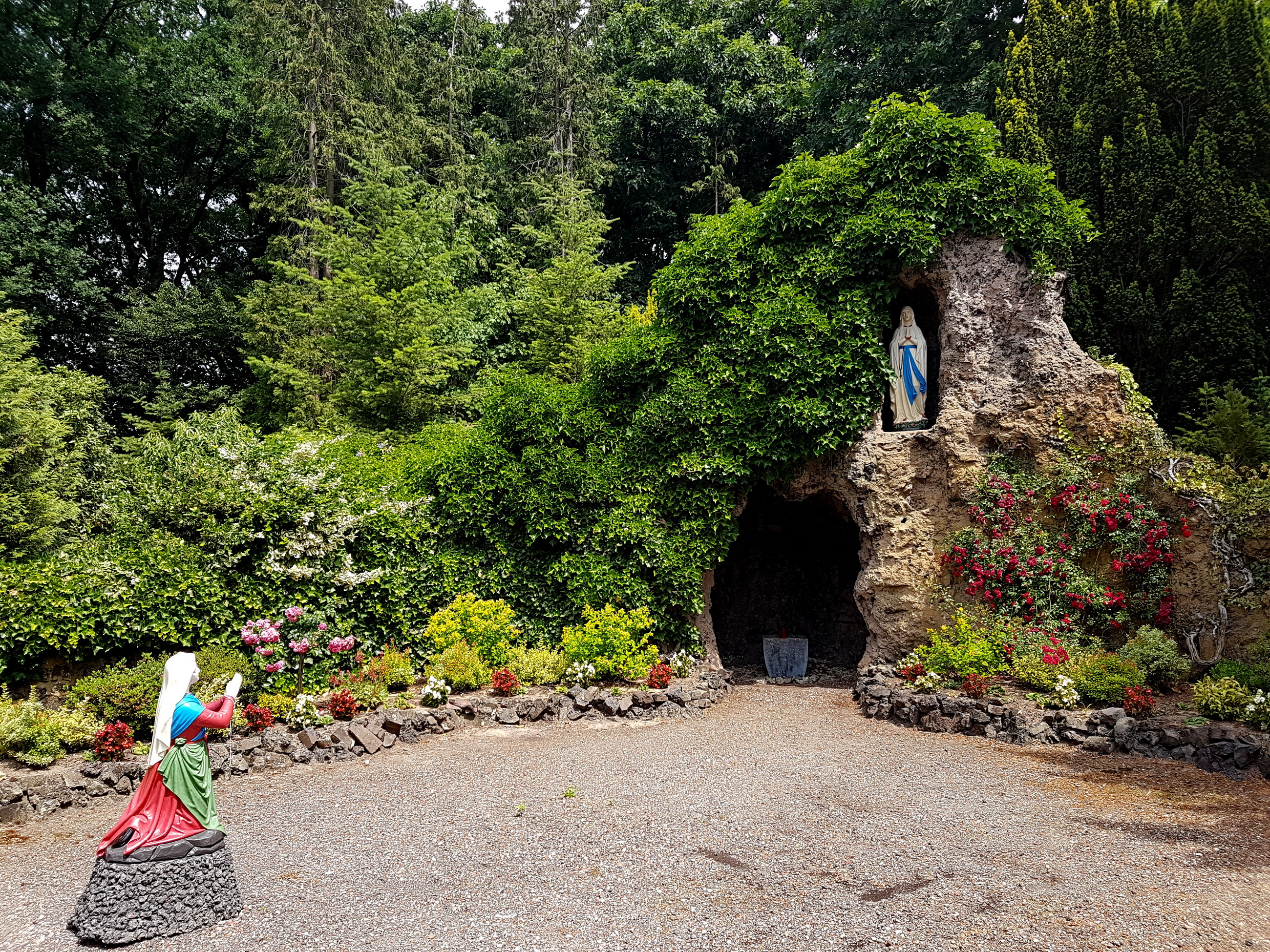
Lourdesgrot
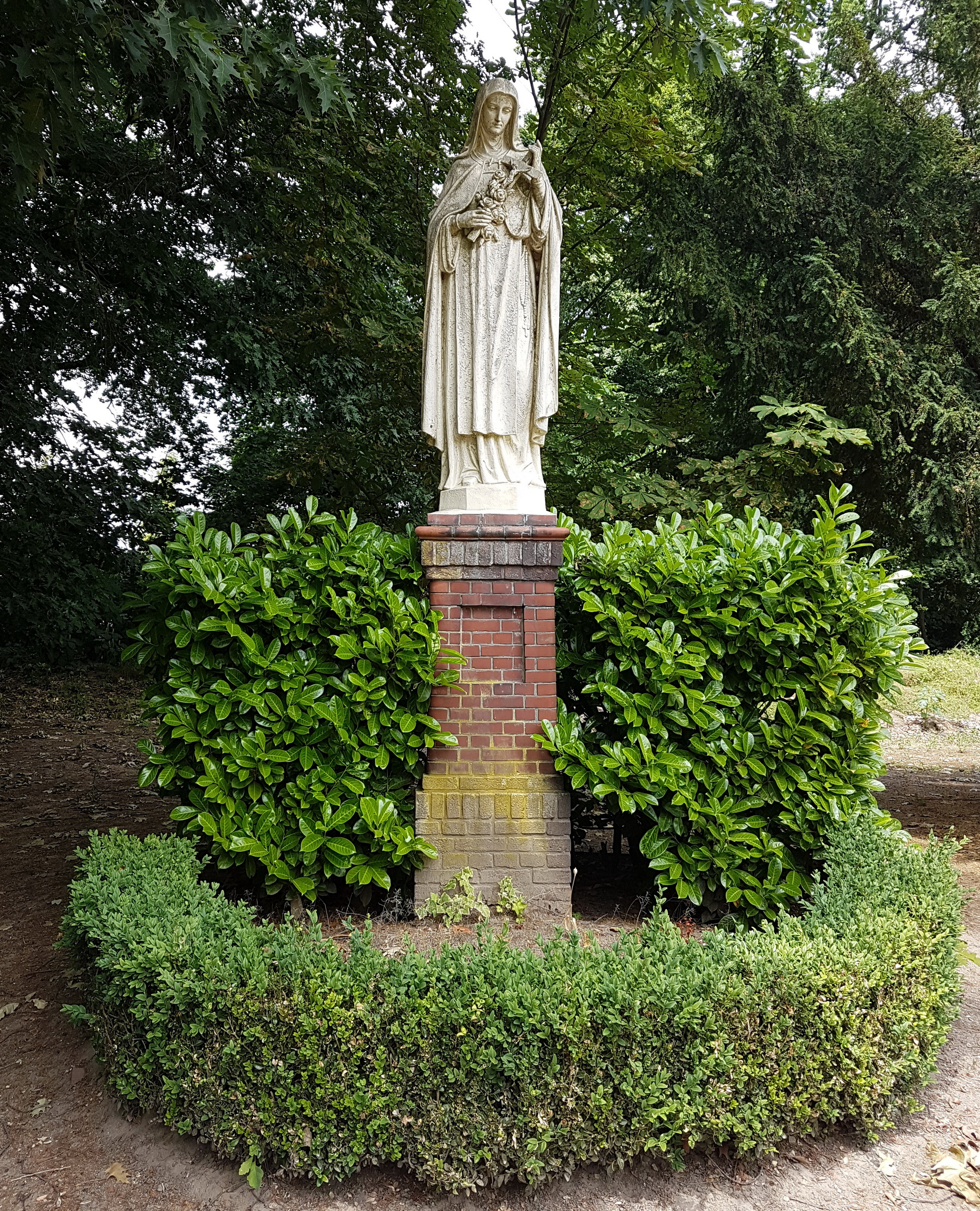
Theresia van Lisieux

### Begraafplaats
De ommuurde begraafplaats ligt in het noordoostelijk deel van de kloostertuin. Het ontwerp van de begraafplaats is symmetrisch met een breed middenpad met aan weerszijden rijen graven met eenvormige gietijzeren grafkruisen. Langs de paden zijn geschoren hagen en coniferen geplant. Het middenpad voert naar een eenvoudige bakstenen kapel die op een natuurlijke verhoging in het landschap ligt. In de kapel bevindt zich een calvariegroep en een gedenksteen van de kloosterstichteressen Maria Helena Stollenwerk en Hendrina Stenmanns.

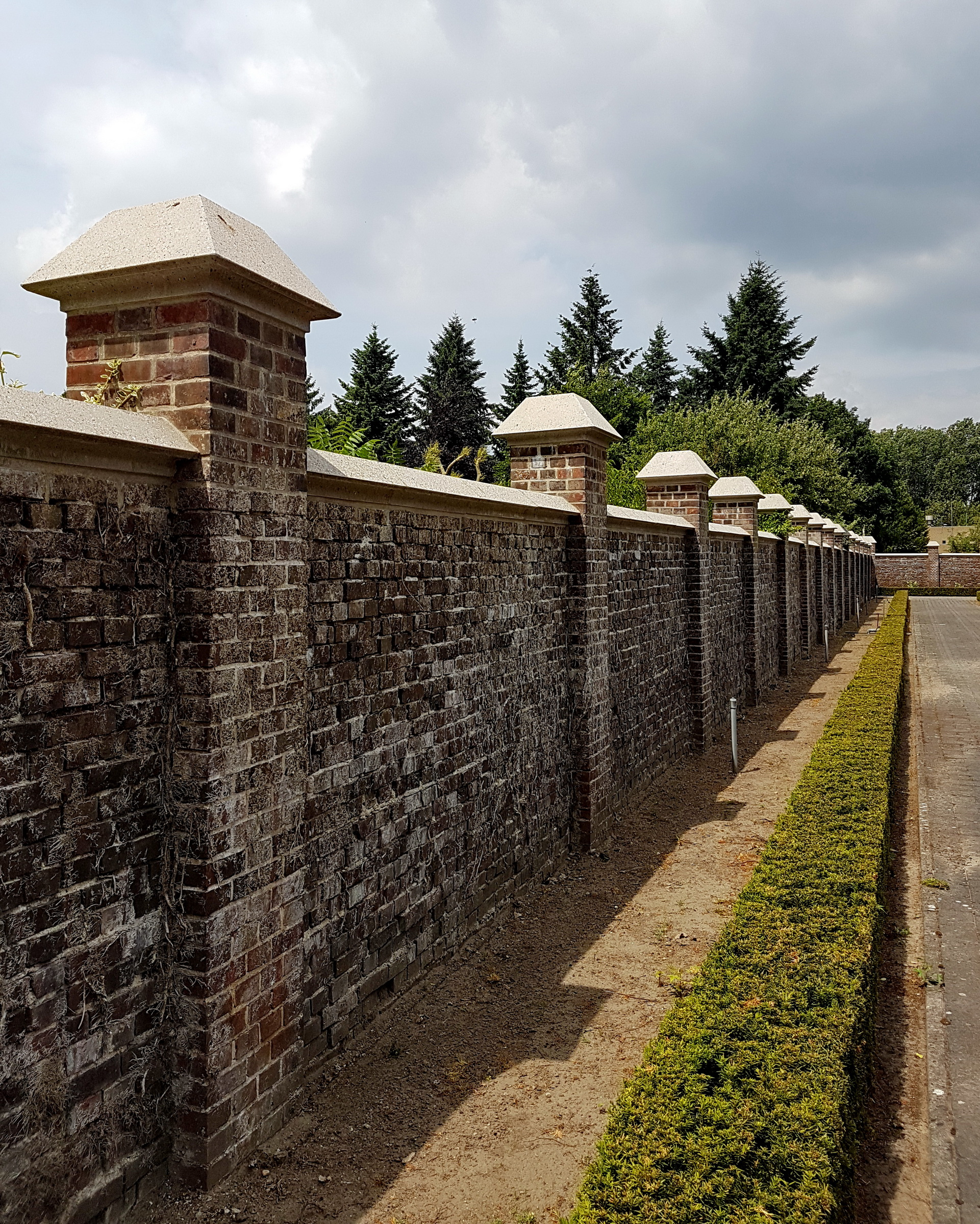
Kerkhofmuur
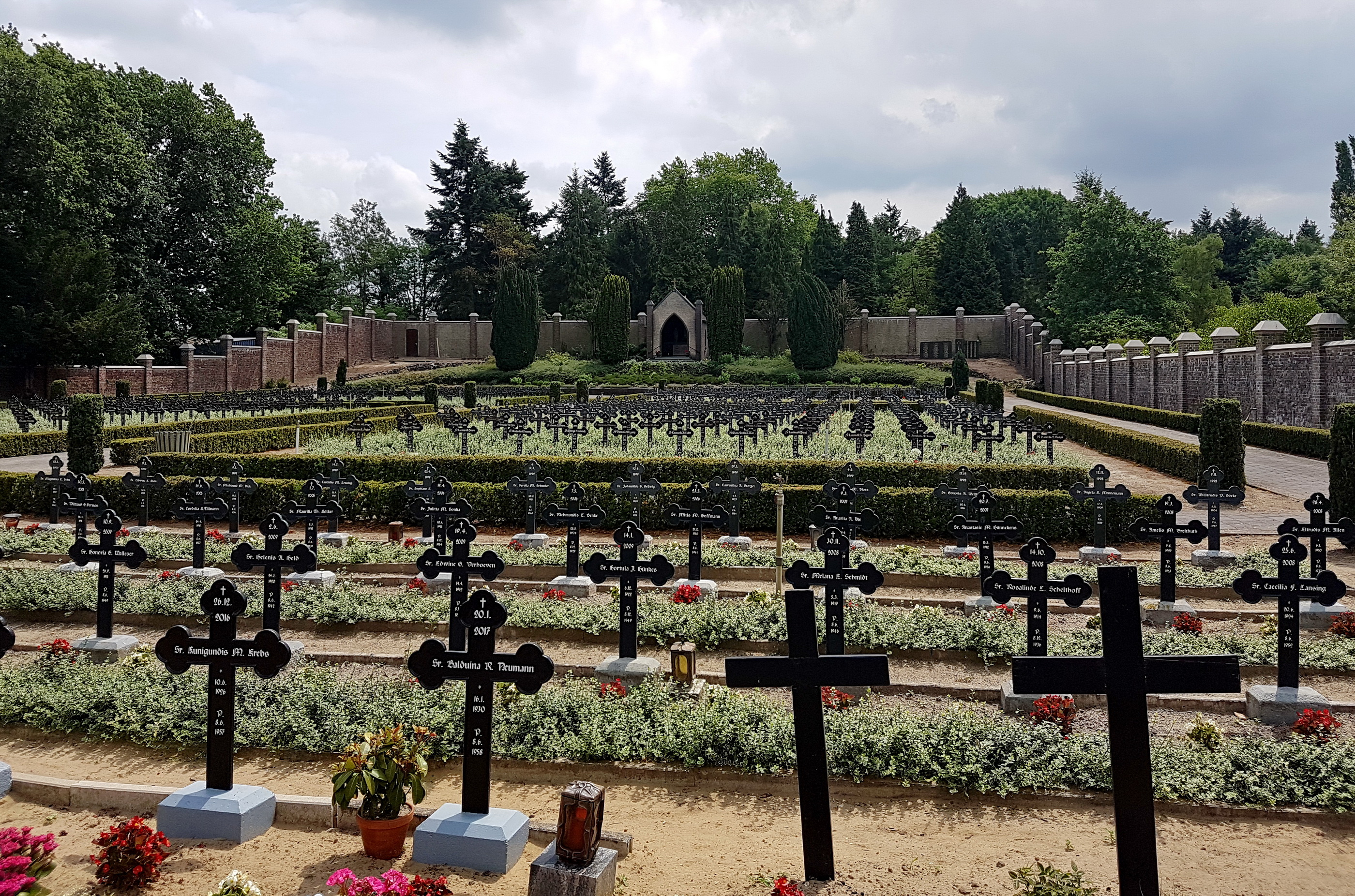
Graven van "blauwe zusters"
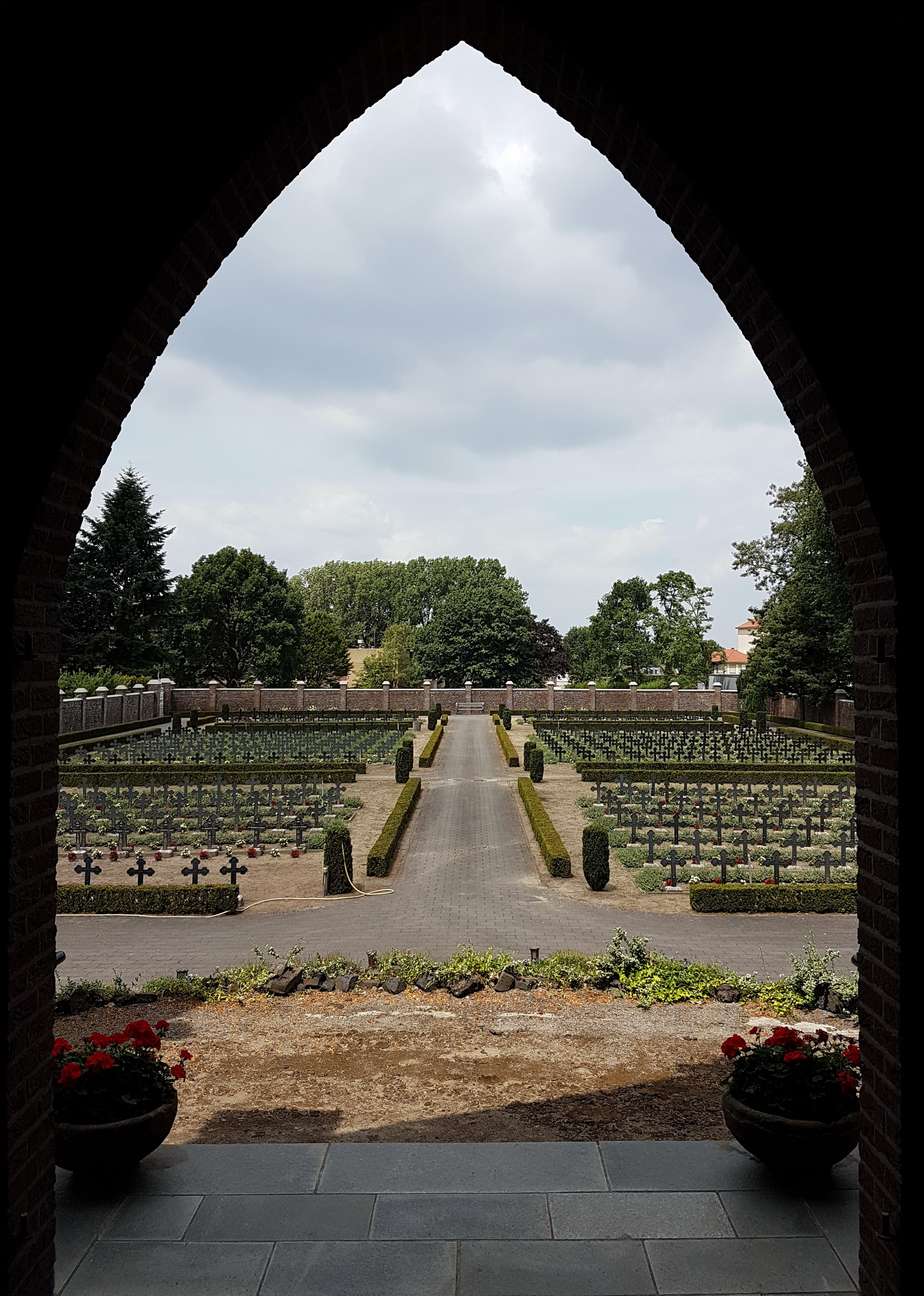
Overzicht vanaf kerkhofkapel
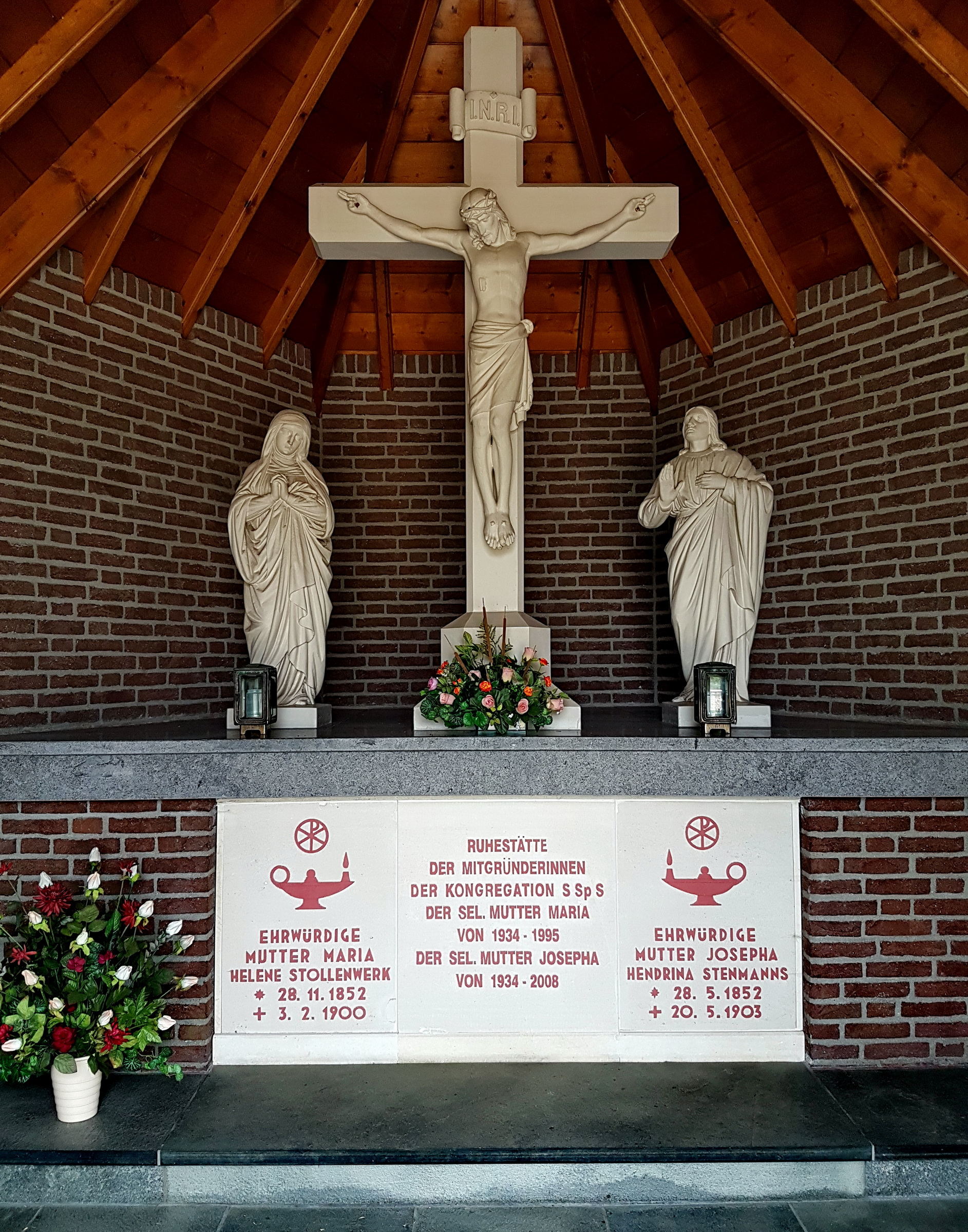
Calvariegroep in kapel